# Olympische Sommerspiele 2024/Teilnehmer (Äquatorialguinea)
| Gelbes Symbol für Goldmedaillen mit stilisierten Olympischen Ringen | Graues Symbol für Silbermedaillen mit stilisierten Olympischen Ringen | Braundes Symbol für Bronzemedaillen mit stilisierten Olympischen Ringen |
| ------------------------------------------------------------------- | --------------------------------------------------------------------- | ----------------------------------------------------------------------- |
| —                                                                   | —                                                                     | —                                                                       |

Äquatorialguinea nahm an den Olympischen Spielen 2024 vom 26. Juli bis zum 11. August 2024 in Paris mit drei Athleten (2 Männer, 1 Frau) teil. Es war die insgesamt elfte Teilnahme an Olympischen Sommerspielen.

## Teilnehmer nach Sportarten

### Leichtathletik
Laufen und Gehen
| Athleten                     | Wettbewerb | Vorlauf | Vorlauf | Halbfinale    | Halbfinale    | Finale        | Finale        | Rang |
| Athleten                     | Wettbewerb | Zeit    | Rang    | Zeit          | Rang          | Zeit          | Rang          | Rang |
| ---------------------------- | ---------- | ------- | ------- | ------------- | ------------- | ------------- | ------------- | ---- |
| Frauen                       |            |         |         |               |               |               |               |      |
| Sefora Ada Eto               | 100 m      | 13,63 s | 7       | ausgeschieden | ausgeschieden | ausgeschieden | ausgeschieden | 87   |
| Männer                       |            |         |         |               |               |               |               |      |
| Remigio Santander Villarubia | 100 m      | 11,65 s | 7       | ausgeschieden | ausgeschieden | ausgeschieden | ausgeschieden | 98   |

### Schwimmen
| Athleten            | Wettbewerb    | Vorlauf | Vorlauf | Halbfinale    | Halbfinale    | Finale        | Finale        | Rang |
| Athleten            | Wettbewerb    | Zeit    | Rang    | Zeit          | Rang          | Zeit          | Rang          | Rang |
| ------------------- | ------------- | ------- | ------- | ------------- | ------------- | ------------- | ------------- | ---- |
| Männer              |               |         |         |               |               |               |               |      |
| Higinio Ndong Obama | 50 m Freistil | 28,42 s | 67      | ausgeschieden | ausgeschieden | ausgeschieden | ausgeschieden | 67   |